# Kyrgyz Express Post
Kyrgyz Express Post (в переводе с англ. — «Киргизская экспресс-почта»; сокращённо KEP) — общество с ограниченной ответственностью и почтовая компания Кыргызской Республики, основанная 16 марта 2012 года и обладающая статусом второго назначенного почтового оператора страны.

## Общая информация
Kyrgyz Express Post действует на почтовом рынке Кыргызстана с 16 марта 2012 года. Спустя 9 месяцев, а именно 7 декабря 2012 года, KEP получил статус второго назначенного почтового оператора Кыргызстана. Этот официальный статус подтверждён циркуляром Международного бюро Всемирного почтового союза № 83 от 21 мая 2013 года, о чём свидетельствует информация в соответствующем разделе сайта Всемирного почтового союза.
Статус второго назначенного оператора позволяет KEP выпускать почтовые марки и использовать их для франкировки своих почтовых отправлений, а также для удовлетворения интересов филателистов.

## Почтовые услуги

### Услуги юридическим лицам
- Универсальные почтовые услуги:
  - международные почтовые карточки,
  - письма,
  - отправления с объявленной ценностью,
  - мелкие пакеты.
  - мешки «М».
- Дополнительные услуги:
  - упаковка и комплектация почтовых отправлений,
  - изготовление и нанесение на отправления адресных бланков,
  - рассылка рекламной продукции в отправлениях,
- Международная массовая рассылка письменной корреспонденции.
- eCommerce.
- Warehousing&Fulmilment.
- Virtual PO Box service.

### Услуги физическим лицам
- Универсальные почтовые услуги:
  - международные почтовые карточки,
  - письма,
  - отправления с объявленной ценностью,
  - мелкие пакеты.
  - мешки «М».
- Дополнительные услуги:
  - прием почтовых отправлений на дому по вызову клиента,
  - упаковка почтовых отправлений,
  - изготовление и нанесение на отправления адресных бланков,
  - заполнение формуляров,
  - выдача почтовых отправлений по доверенности,
  - выдача письменной корреспонденции, адресованной на предъявителя паспорта,
  - выдача документов или их копий по постановлению судебно-следственных органов,
  - отслеживание почтовых отправлений с предоставлением результатов по электронной почте и/или SMS,
  - доведение до отправителя по электронной почте и/или SMS информации о вручении корреспонденции получателю.

## Филателия

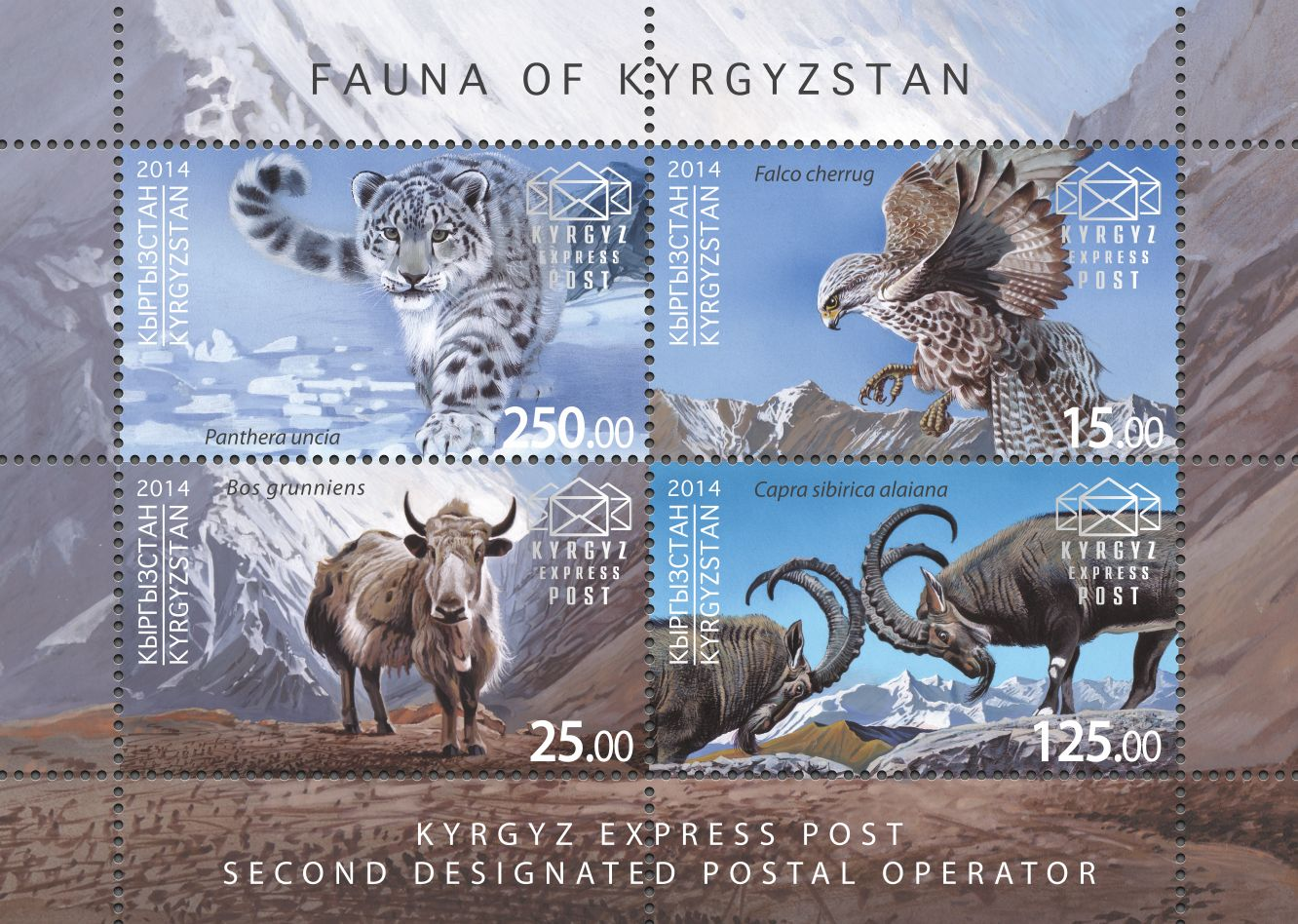
Малый лист «Фауна Кыргызстана», комбинированный

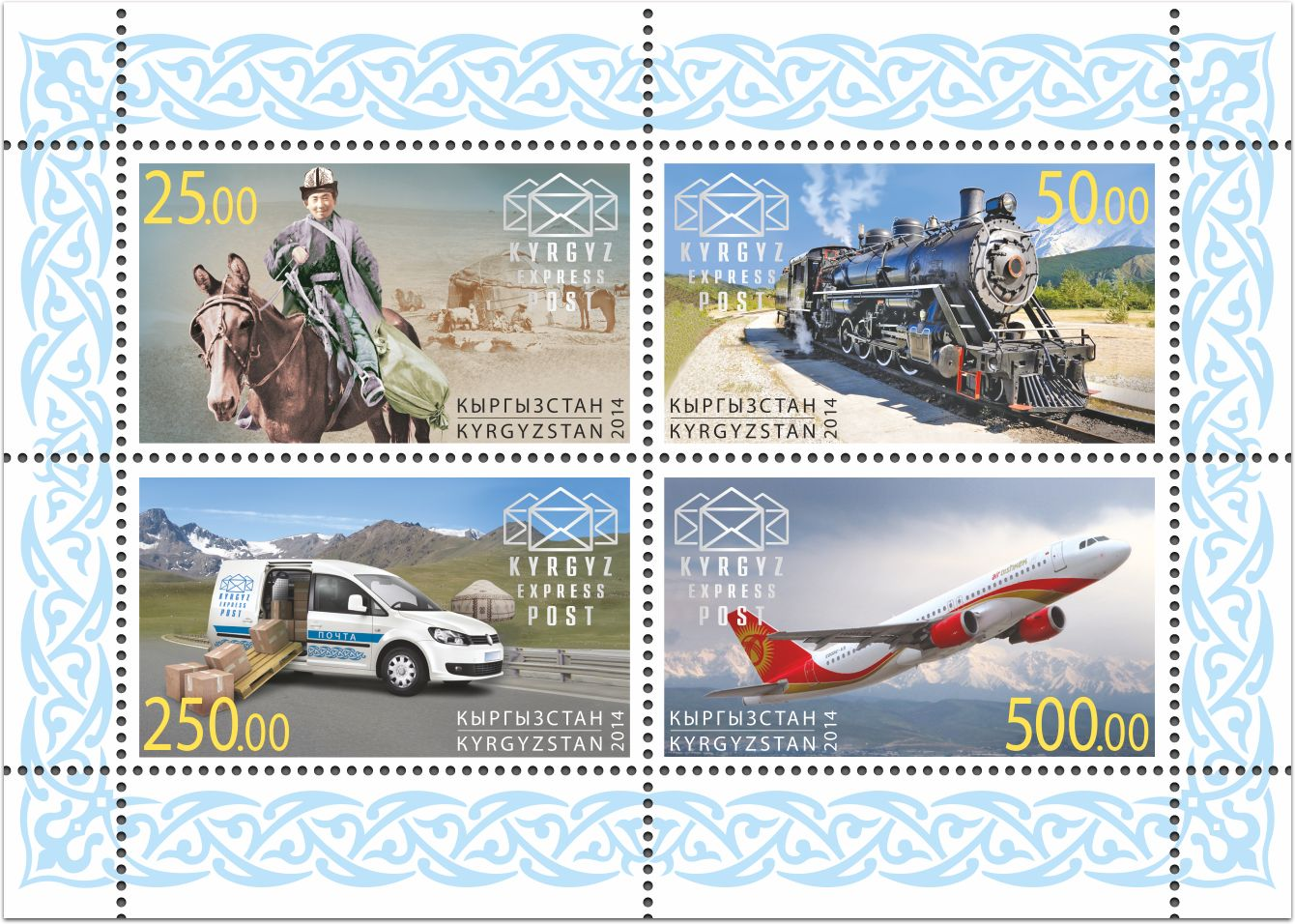
Малый лист «Почтовый транспорт», комбинированный

18 ноября 2014 года Kyrgyz Express Post ввел в обращение свои первые почтовые марки и блок. Выпуск посвящён 140-летию ВПС. Марки отображают историю развития почтовой связи Киргизии, а именно средства перевозки почтовых отправлений.
19 ноября 2014 года KEP ввел в обращение серию почтовых марок «Фауна Кыргызстана». Марки отображают характерных представителей животного мира Киргизской Республики: балобана, яка, центральноазиатского козерога и снежного барса (ирбиса).
Марки KEP можно приобрести не только в офисе почтового оператора в Бишкеке, но также и на сайте KEP.